# Azotobacter
Azotobacter  es un género  de bacterias usualmente mótiles, ovales o esféricas, que forman quistes de pared gruesa,  y pueden producir grandes cantidades de baba capsular. Tiene una tasa respiratoria efectiva y rápida a nivel superficial. Es de vida libre.
Además del uso de Azotobacter como organismo modelo, tiene aplicaciones biotecnológicas. 
Ejemplos de su uso son la producción de  alginatos  y de  nitrógeno en fermentaciones. Azotobacter es una bacteria Gram-negativa.

## Características biológicas

### Morfología
Las células del género Azotobacter son relativamente grandes para bacterias (1-2 μm de diámetro). Son generalmente ovales, pero pueden tomar varias formas de barras a esferas. En preparaciones microscópicas, las células se pueden dispersar o formar grupos irregulares u ocasionalmente cadenas de longitudes variables. En cultivos frescos, las células son móviles debido a los numerosos flagelos. Más tarde, las células pierden su movilidad, se vuelven casi esféricas, y producen una gruesa capa de moco, formando la cápsula celular. La forma de la célula se ve afectada por el aminoácido glicina que está presente en el medio nutritivo peptona.
Bajo ampliación, las células muestran inclusiones, algunas de las cuales están coloreadas. A principios del siglo XX, las inclusiones coloreadas eran consideradas como "granos reproductivos", o gonidios - una especie de células embrionarias. Sin embargo, se demostró más tarde que los gránulos no participan en la división celular.  Los granos de color están compuestos de volutin, mientras que las inclusiones incoloras son gotas de grasa, que actúan como reservas de energía.